# Cantallops
Cantallops es un municipio español de la comarca del Alto Ampurdán en la provincia de Gerona, comunidad autónoma de Cataluña.

## Símbolos
El escudo de Cantallops se define por el siguiente blasón:
«Escudo losanjado: de oro, un lobo de sable. Por timbre una corona mural de pueblo.»
Fue aprobado el 15 de septiembre de 1999 y publicado en el DOGC el 3 de noviembre del mismo año con número 3007. El lobo es una señal parlante tradicional alusivo al nombre del pueblo.

## Geografía
El término municipal de Cantallops se extiende por la vertiente meridional de la sierra de la Albera. El término posee una extensa zona forestal, principalmente de alcornoques. También hay pinos, encinas y robles. Esta reserva forestal ocupa la parte septentrional y más accidentada del término. El bosque ha sido destruido en algunos lugares por los incendios.
Una carretera local comunica el pueblo de Cantallops con la N-II, de Barcelona a Francia, unos 2 km al sur de La Junquera. En el pueblo de Cantallops se toma un camino que lleva al vecindario de Requesens, del municipio de La Junquera.

## Toponimia
Del catalán, en la primera parte del nombre encontramos dos teorías: primero puede referirse a aullar, gritar o al sinónimo de piedra, cantera que significa piedra grande. La segunda parte del nombre se refiere al lobo, animal mamífero.

## Historia
Las primeras menciones datan del 844 donde se menciona la zona y su iglesia en un precepto otorgado a favor del monasterio de San Quirce de Colera, donde consta que los monjes de este cenobio habían poblado el territorio y edificado la iglesia de San Esteban de Cantalupis. El lugar pertenecía al condado de Peralada.
La población acusó un aumento notable durante los siglos XVIII y XIX. Desde el primer cuarto del siglo XX se inició un descenso demográfico, muy influido no solo por el éxodo hacia las ciudades, sino que también por la merma de la rentabilidad de la explotación forestal. El corcho dio lugar al establecimiento de pequeñas industrias taponeras de carácter familiar. La etapa próspera de esta actividad fue a finales del siglo XIX y principios del XX. En los años cuarenta del siglo XX, sin embargo, ya había desaparecido casi totalmente.
En el Mas Bell-lloc, llegaron: Antoni Rovira i Virgili, su familia y otros diputados del Parlamento de Cataluña, con los respectivos acompañantes, la noche del viernes del 27 de enero de 1939 en su camino hacia el exilio.

## Demografía
Cantallops cuenta con una población de 346 habitantes (INE 2024).

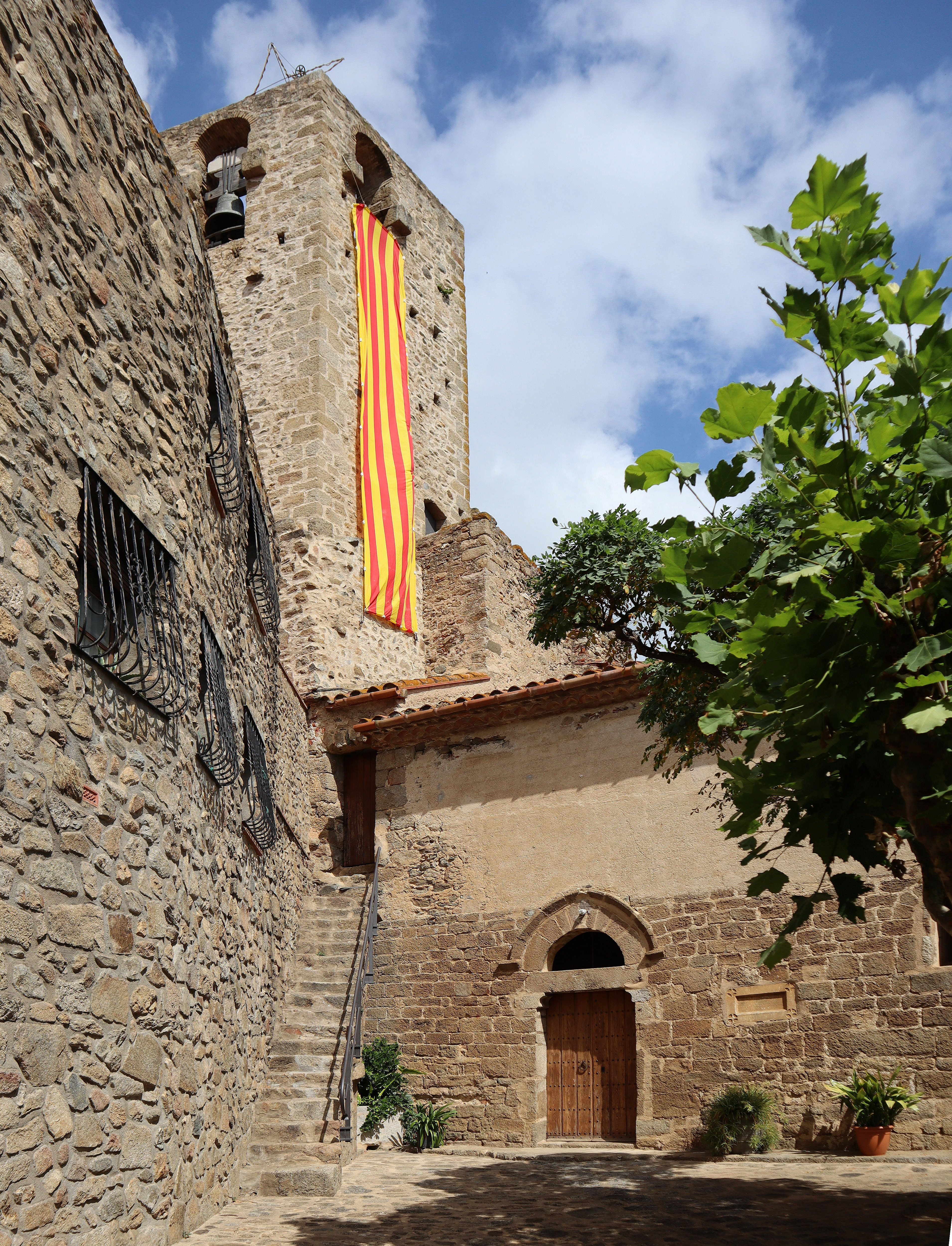
Iglesia de San Esteva

| Gráfica de evolución demográfica de Cantallops entre 1842 y 2021                                                    |
| |
| Población de derecho según los censos de población del INE Población de hecho según los censos de población del INE |

## Lugares de interés
- Iglesia de San Esteva de Cantallops: Antigua capilla del castillo. Conserva parte de la estructura románica del siglo XI, pero en el siglo XVIII se añadió capillas laterales. El campanario era una de les torres del castillo medieval de Cantallops.
- Paraje Natural de Interés Nacional de la Albera.
- Castillo de Requesens.
- Monasterio de San Bartolomé de Bell-lloc: Antiguo monasterio de monjas agustinianas, se tienen noticias desde el 1207, actualmente quedan pocos restos.
- Fuentes de agua: Algunas de las cuales sulfurosas, como la fuente de la Solana, la fuente de Tina, la Fuente Nova y la fuente del Ferreret.
- Mas de Bell-lloc: Casal reformado a finales del siglo XIX siguiendo el gusto neogótico y modernista. En esta masía se refugió Rovira i Virgili y algunos acompañantes camino al exilio.[3]
- Dolmen de Mas Baleta, I: Con cuatro losas clavadas y dos por cubierta.
- Dolmen de Mas Baleta, II: Cista de pequeñas dimensiones, de tres losas y una cubierta, muy deteriorada.
- Balsa de la Sierra del Sopluig.